# Коллиер, Дэвид
Дэвид Коллиер (англ. David Collier; 17 февраля 1942, Чикаго, Иллинойс) — американский политолог, профессор Калифорнийского университета в Беркли.

## Биография
Образование получил в Гарвардском университете (бакалавр, 1965) и Чикагском университете (магистр, 1967; доктор, 1971). В 1970—1978 годах на преподавательской работе в Индианском университете в Блумингтоне, с 1978 года профессор в Калифорнийском университете в Беркли.

## Награды
- Член Американской академии наук и искусств
- Стипендия Гуггенхайма (1989)[2]
- Премия Юхана Шютте в политических науках (2014)